# Ancora (Nederlandse groep)
Ancora is een Nederlandse zanggroep, met name gericht op het leven op zee als zeeman. De groep werd in 2013 opgericht, met hulp van het platenlabel van Jan Smit.
Ze bestaat uit Harm Wolters, Patrick van Bree, en Patrick Jongschaap. Hun eerste drie albums (Vrij als de wind, Voorbij de horizon en Door weer en wind) kwamen binnen op nummer 1 in de Album Top 100 en werden met goud bekroond. De groep mocht daardoor op festivals als TROS Muziekfeest (op het plein) en het jaarlijkse Mega Piraten Festijn in de GelreDome in Arnhem optreden. Voor deze gelegenheden stond de groep op het podium als De Piratentoppers. Ondanks al deze successen verwierf Ancora nog nooit een notering in de Nederlandse Top 40.

## Discografie

### Albums
| Album met eventuele hitnotering(en) in de Nederlandse Album Top 100 | Datum van verschijnen | Datum van binnenkomst | Hoogste positie | Aantal weken | Opmerkingen |
| ------------------------------------------------------------------- | --------------------- | --------------------- | --------------- | ------------ | ----------- |
| Vrij als de wind                                                    | 30-08-2013            | 07-09-2013            | 1               | 20           | Goud        |
| Voorbij de horizon                                                  | 29-05-2015            | 06-06-2015            | 1               | 19           | Goud        |
| Door weer en wind                                                   | 09-09-2016            | 17-09-2016            | 1               | 7            | Goud        |
| Wind in de zeilen                                                   | 23-11-2018            | 01-12-2018            | 3               | 3            |             |
| Het beste van                                                       | 04-09-2020            |                       |                 |              |             |

| Album met hitnotering(en) in de Vlaamse Ultratop 200 albums | Datum van verschijnen | Datum van binnenkomst | Hoogste positie | Aantal weken | Opmerkingen |
| ----------------------------------------------------------- | --------------------- | --------------------- | --------------- | ------------ | ----------- |
| Door weer en wind                                           | 09-09-2016            | 17-09-2016            | 165             | 1            |             |

### Singles
| Single met eventuele hitnotering(en) in de Nederlandse Top 40 | Datum van verschijnen | Datum van binnenkomst | Hoogste positie | Aantal weken | Opmerkingen                                                                            |
| ------------------------------------------------------------- | --------------------- | --------------------- | --------------- | ------------ | -------------------------------------------------------------------------------------- |
| Vrij als de wind                                              | 2013                  | -                     | -               | -            | Nr. 22 in de Single Top 100                                                            |
| Californio                                                    | 2013                  | -                     | -               | -            | Nr. 25 in de Oranje Top 30                                                             |
| Kerstmis op zee                                               | 2013                  | -                     | -               | -            |                                                                                        |
| Word zeeman                                                   | 2015                  | -                     | -               | -            |                                                                                        |
| Thuis zijn                                                    | 2015                  | -                     | -               | -            |                                                                                        |
| Mijn wens voor Kerstmis                                       | 2015                  | -                     | -               | -            |                                                                                        |
| Op het leven                                                  | 2016                  | -                     | -               | -            |                                                                                        |
| Dronken (van de liefde)                                       | 2016                  | -                     | -               | -            | Nr. 1 in de Oranje Top 30                                                              |
| Dorpscafé                                                     | 2017                  | -                     | -               | -            | Nr. 1 in de Oranje Top 30                                                              |
| Door storm en woeste regen                                    | 2017                  | -                     | -               | -            | Hollandse Nieuwe bij Radio NL, Oranje Kroon bij TV Oranje - cover van You're the Voice |
| Calypso                                                       | 2018                  | -                     | -               | -            |                                                                                        |
| We zullen haar ooit vinden                                    | 2018                  | -                     | -               | -            |                                                                                        |
| Om en om                                                      | 2019                  | -                     | -               | -            |                                                                                        |
| Alle trossen los                                              | 01-05-2020            | -                     | -               | -            |                                                                                        |
| Terug naar zee                                                | 29-10-2020            | -                     | -               | -            |                                                                                        |
| Word Zeeman (live)                                            | 10-12-2020            | -                     | -               | -            |                                                                                        |
| De Wellerman                                                  | 12-03-2021            | -                     | -               | -            | Hollandse Nieuwe bij Radio NL                                                          |
| Temple Bar                                                    | 14-08-2022            | -                     | -               | -            | Hollandse Nieuwe bij Radio NL                                                          |
| Ga met me mee                                                 | 18-06-2023            | -                     | -               | -            | Hollandse Nieuwe bij Radio NL                                                          |
| Speel nog een keertje (Pianoman)                              | 21-04-2024            | -                     | -               | -            | Hollandse Nieuwe bij Radio NL, Oranje Kroon bij TV Oranje                              |
| De Natuur                                                     | 08-09-2024            | -                     |                 |              | Met Jan Keizer                                                                         |
| Kameraden                                                     | 27-09-2024            | -                     |                 |              | Met Jan Smit en Jan Keizer Hollandse Nieuwe bij Radio NL                               |

| Single met hitnotering(en) in de Vlaamse Ultratop 50 | Datum van verschijnen | Datum van binnenkomst | Hoogste positie | Aantal weken | Opmerkingen |
| ---------------------------------------------------- | --------------------- | --------------------- | --------------- | ------------ | ----------- |
| Op het leven                                         | 2016                  | 25-06-2016            | extra tips      | 3            |             |

## Prijzen
- Driemaal de Koos Alberts Award voor beste live-act (2015, 2016, 2019)

## Leden
- Harm Wolters, zang, 2013-heden
- Patrick van Bree, zang, 2016-heden
- Patrick Jongschaap, zang, 2013-heden
- Martin Dams, zang, 2013-2015

## Medewerkers
- Jan Keizer, tekstschrijver, 2013-heden
- Louis Keizer, tekstschrijver, 2013-heden
- Edwin van Hoevelaak, producer, muzikant (o.a. keyboard en drums), 2013-heden
- Marcel Fisser, gitarist, 2013-heden
- Joost van Es, violist, 2013-heden

## Trivia
- De eerste drie albums kwamen alle binnen op nummer 1 in de Nederlandse Album Top 100.
- Kathy Kelly van The Kelly Family werkte mee aan het eerste album, Vrij als de wind.
- Jan Keizer en zijn zoon Louis Keizer zijn Ancora's vaste tekstschrijvers.
- Word zeeman stond in de Radio NL Top 1500 in 2016 op plaats 5.
- Het album Door weer en wind werd genomineerd voor de Buma-NL Awards-nominatie in de categorie 'Beste Album Hollands'.
- De Duitse, maritiem gethematiseerde band Santiano inspireerde Menno Muis tot het vormen van Ancora.[1] Diverse liedjes van Ancora zijn Nederlandstalige bewerkingen van nummers van de Duitse groep.